# Linia kolejowa 106 Debrecen – Nagykereki
Linia kolejowa 106 Debrecen – Nagykereki – linia kolejowa na Węgrzech. Jest to linia jednotorowa, nie zelektryfikowana.

## Historia
Linia została oddana w 1894 roku.